# Gabrielle Krauss

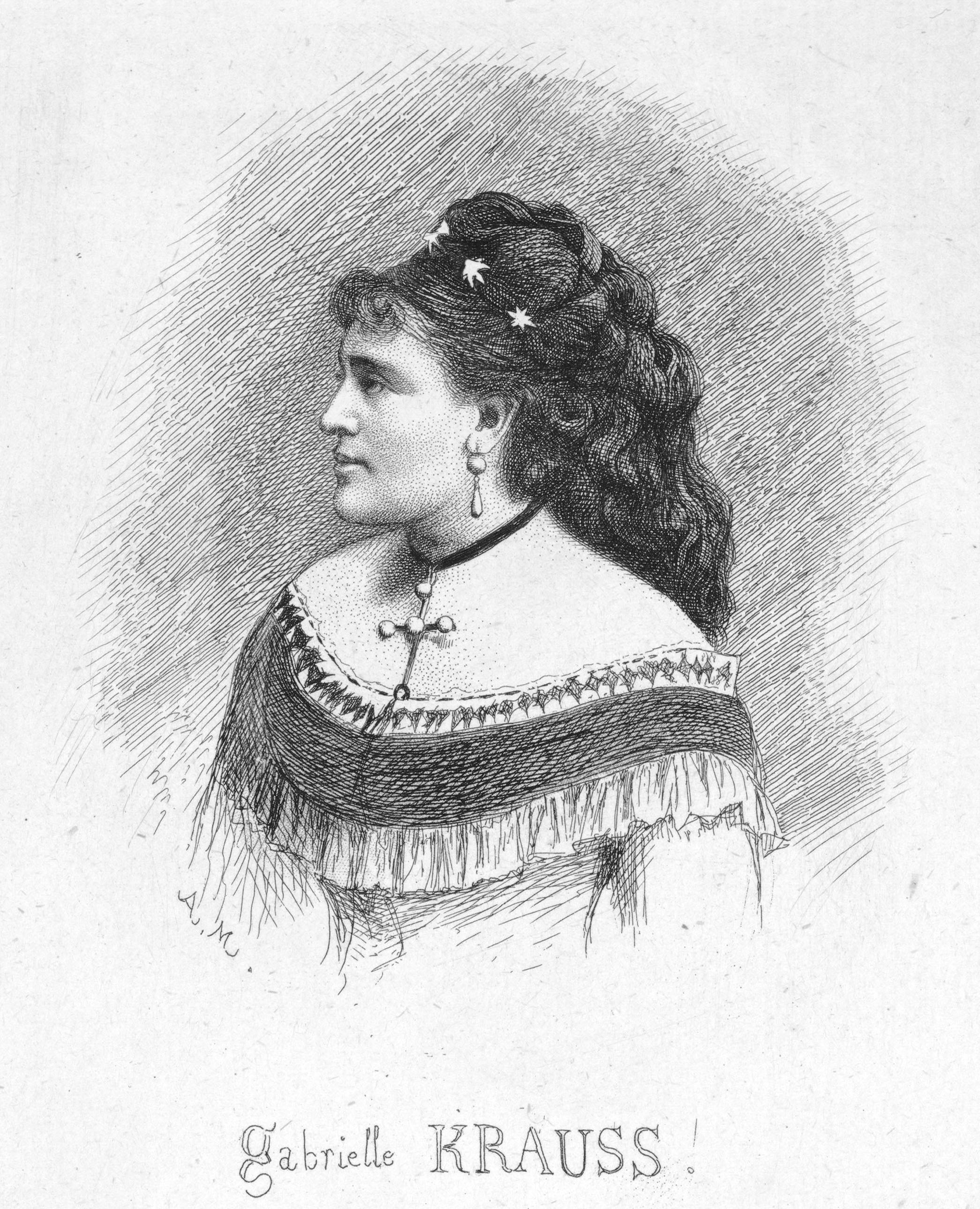
Gabrielle Krauss

Marie Gabrielle Krauss (* 24. März 1842 in Wien; † 6. Jänner 1906 in Paris) war eine österreichische Opernsängerin (Sopran).

## Leben
Krauss war Gesangsschülerin von Mathilde Marchesi am Konservatorium der Gesellschaft der Musikfreunde in Wien. Sie debütierte 1860 an der Wiener Hofoper als Gabrielle in Gioachino Rossinis Guillaume Tell und sang hier in den folgenden Jahren große Sopranpartien in Opern von Mozart, Beethoven, Verdi, Wagner und anderen. 1867 ging sie ans Pariser Théâtre-Italien, wo sie in Verdis Il trovatore debütierte. Während des Deutsch-Französischen Krieges ging sie nach Italien, wo sie u. a. an der Mailänder Scala auftrat und in den Erstaufführungen von Wagners Lohengrin und Antônio Carlos Gomes Fosca. 1873 kehrte sie an das Théâtre-Italien zurück. Ab 1875 war sie an der Pariser Oper engagiert, bis sie 1887 ihre Laufbahn als Sängerin beendete.
Im darauffolgenden Jahr 1888 wurde sie durch die Ernennung zur kaiserlich-österreichischen Kammersängerin geehrt.